# Kristofer Visted
Kristofer Visted, född den 29 november 1873 i Skånevik, Sunnhordland, död den 3 november 1949 i Oslo, var en norsk kulturhistoriker och museiman.
Visted var 1901–06 konservator vid Bergens Museum, 1912–16 föreståndare av Fylkesmuseet i Skien och 1919–23 konservator vid Etnografisk museum i Oslo. Han redigerade Kulturens historie (3 band, 1910–17) och var medredaktör av tidskriften Norsk folkekultur (1915–36). Stor spridning fick hans Vor gamle bondekultur (1908, reviderad upplaga, utgiven av Hilmar Stigum 1951–52, 3:e upplagan 1971).